# Lautertalbahn
| |                                                                                                 |                                                        |                                                        |
| Streckennummer (DB): | 3302                                                                                            |                                                        |                                                        |
| Kursbuchstrecke (DB): | 272b (1949–1972) 652 (1972–1992) 673 (seit 1993)                                                |                                                        |                                                        |
| Kursbuchstrecke: | 272f (1946)                                                                                     |                                                        |                                                        |
| Streckenlänge: | 34,5 km                                                                                         |                                                        |                                                        |
| Spurweite: | 1435 mm (Normalspur)                                                                            |                                                        |                                                        |
| Streckenklasse: | D4                                                                                              |                                                        |                                                        |
| Maximale Neigung: | 14 ‰                                                                                            |                                                        |                                                        |
| Minimaler Radius: | 185 m                                                                                           |                                                        |                                                        |
| Streckengeschwindigkeit: | Kaiserslautern - Lampertsmühle Otterbach: 80 km/h Lampertsmühle Otterbach - Lauterecken 60 km/h |                                                        |                                                        |
| Zugbeeinflussung: | PZB                                                                                             |                                                        |                                                        |
| |                                                                                                 |                                                        |                                                        |
| \| \| \| Hauptstrecke von Mannheim \| \| \| \| 0,0 \| Kaiserslautern Hbf \| 250,5 m \| \| \| \| Königstraße \| \| \| \| \| Hauptstrecke nach Saarbrücken \| \| \| \| 1,4 \| Kaiserslautern-Pfaffwerk \| Kaiserslautern-Pfaffwerk \| \| \| 1,8 \| Anschlussgleis Pfaff \| Anschlussgleis Pfaff \| \| \| 2,3 \| Bender, später Galgenberg \| (Awanst) \| \| \| 2,5 \| Rittersbacher \| (Awanst) \| \| \| 3,3 \| Kaiserslautern West \| 232,6 m ü. NHN \| \| \| \| \| \| \| \| 0,5 \| Kaiserslautern West \| 232 m ü. NHN \| \| \| 0,03,3 \| \| \| \| \| 3,9 \| Industriegleis der Stadt \| Industriegleis der Stadt \| \| \| \| Lautertalbrücke (A 6) \| \| \| \| 4,6 \| Kaisersmühle bis 1912 \| Kaisersmühle bis 1912 \| \| \| \| Lauter \| \| \| \| \| Strecke von Otterberg \| \| \| \| 7,7 \| Lampertsmühle-Otterbach \| 218,2 m ü. NHN \| \| \| \| Otterbach \| \| \| \| \| Industriegleis, Anschluss Lampertsmühle \| \| \| \| \| Bachbahn nach Reichenbach \| \| \| \| \| B 270 \| \| \| \| 9,0 \| Sambach bis 1912 \| Sambach bis 1912 \| \| \| 10,6 \| Katzweiler \| 215,2 m ü. NHN \| \| \| 13,0 \| Hirschhorn/Pfalz \| 214,9 m ü. NHN \| \| \| \| Lauter \| \| \| \| \| Mooslauter \| \| \| \| 15,0 \| Sulzbachtal (bis Sommer 2018 Untersulzbach[4]) \| 209,3 m ü. NHN \| \| \| 17,0 \| Olsbrücken \| 204,6 m ü. NHN \| \| \| \| Lauter \| \| \| \| 19,3 \| Kaulbach bis 2000 \| 201,7 m ü. NHN \| \| \| 19,8 \| Kreimbach-Kaulbach \| Kreimbach-Kaulbach \| \| \| 20,4 \| Kreimbach bis 2000 \| 199,3 m ü. NHN \| \| \| 21,9 \| Anschlussgleis Westdeutsche Hartsteinwerke \| Anschlussgleis Westdeutsche Hartsteinwerke \| \| \| 22,0 \| Stahlhausen-Rutsweiler bis 1914 \| Stahlhausen-Rutsweiler bis 1914 \| \| \| 22,6 \| Roßbach (Pfalz) \| 194,7 m ü. NHN \| \| \| 24,5 \| Wolfstein \| 188,1 m ü. NHN \| \| \| 25,1 \| Anschlussgleis Schwerspatwerke, später Karl Otto Braun \| Anschlussgleis Schwerspatwerke, später Karl Otto Braun \| \| \| \| Eisenknopf-Tunnel (91 m) \| \| \| \| 25,4 \| Anschlussgleis Karl Otto Braun \| Anschlussgleis Karl Otto Braun \| \| \| \| Lauter \| \| \| \| 26,5 \| Oberweiler-Tiefenbach bis 1912 \| Oberweiler-Tiefenbach bis 1912 \| \| \| 27,6 \| Reckweilerhof \| 180,3 m ü. NHN \| \| \| 30,7 \| Heinzenhausen \| 175,1 m ü. NHN \| \| \| \| B 270 \| \| \| \| 32,2 \| Lohnweiler \| 169,9 m ü. NHN \| \| \| 33,2 \| Lauterecken bis 1912 \| 166,9 m ü. NHN \| \| \| \| B 270 \| \| \| \| \| Glan \| \| \| \| \| Anschlussgleis Bahnschneider \| \| \| \| \| ehem. Glantalbahn von Homburg \| \| \| \| 34,2 \| Lauterecken Haltepunkt 1896–1904 \| 162,8 m ü. NHN \| \| \| 34,5 \| Lauterecken-Grumbach \| 162,8 m ü. NHN \| \| \| \| ehem. Glantalbahn nach Staudernheim \| \| \| \| \| \| \| \| Quellen: [5][6] \| \| \| \| |                                                                                                 |                                                        |                                                        |
| Strecke |                                                                                                 | Hauptstrecke von Mannheim                              | Hauptstrecke von Mannheim                              |
| Bahnhof | 0,0                                                                                             | Kaiserslautern Hbf                                     | 250,5 m                                                |
| Brücke |                                                                                                 | Königstraße                                            | Königstraße                                            |
| Abzweig geradeaus und nach links |                                                                                                 | Hauptstrecke nach Saarbrücken                          | Hauptstrecke nach Saarbrücken                          |
| Haltepunkt / Haltestelle | 1,4                                                                                             | Kaiserslautern-Pfaffwerk                               | Kaiserslautern-Pfaffwerk                               |
| Abzweig geradeaus und ehemals von rechts | 1,8                                                                                             | Anschlussgleis Pfaff                                   | Anschlussgleis Pfaff                                   |
| Abzweig geradeaus und ehemals nach rechts | 2,3                                                                                             | Bender, später Galgenberg                              | (Awanst)                                               |
| Abzweig geradeaus und ehemals von links | 2,5                                                                                             | Rittersbacher                                          | (Awanst)                                               |
| Haltepunkt / Haltestelle | 3,3                                                                                             | Kaiserslautern West                                    | 232,6 m ü. NHN                                         |
| Verschwenkung von rechts |                                                                                                 |                                                        |                                                        |
| Kopfbahnhof Streckenanfang (Strecke außer Betrieb) · Strecke | 0,5                                                                                             | Kaiserslautern West                                    | 232 m ü. NHN                                           |
| Verschwenkung nach links (Strecke außer Betrieb) · Verschwenkung nach rechts | 0,03,3                                                                                          |                                                        |                                                        |
| Abzweig geradeaus und ehemals nach links | 3,9                                                                                             | Industriegleis der Stadt                               | Industriegleis der Stadt                               |
| Strecke mit Straßenbrücke |                                                                                                 | Lautertalbrücke (A 6)                                  | Lautertalbrücke (A 6)                                  |
| ehemaliger Haltepunkt / Haltestelle | 4,6                                                                                             | Kaisersmühle bis 1912                                  | Kaisersmühle bis 1912                                  |
| Brücke über Wasserlauf |                                                                                                 | Lauter                                                 | Lauter                                                 |
| Abzweig geradeaus und ehemals von rechts |                                                                                                 | Strecke von Otterberg                                  | Strecke von Otterberg                                  |
| Bahnhof | 7,7                                                                                             | Lampertsmühle-Otterbach                                | 218,2 m ü. NHN                                         |
| Brücke über Wasserlauf |                                                                                                 | Otterbach                                              | Otterbach                                              |
| Abzweig geradeaus und ehemals nach links |                                                                                                 | Industriegleis, Anschluss Lampertsmühle                | Industriegleis, Anschluss Lampertsmühle                |
| Abzweig geradeaus und ehemals nach links |                                                                                                 | Bachbahn nach Reichenbach                              | Bachbahn nach Reichenbach                              |
| Strecke mit Straßenbrücke |                                                                                                 | B 270                                                  | B 270                                                  |
| ehemaliger Haltepunkt / Haltestelle | 9,0                                                                                             | Sambach bis 1912                                       | Sambach bis 1912                                       |
| Haltepunkt / Haltestelle | 10,6                                                                                            | Katzweiler                                             | 215,2 m ü. NHN                                         |
| Haltepunkt / Haltestelle | 13,0                                                                                            | Hirschhorn/Pfalz                                       | 214,9 m ü. NHN                                         |
| Brücke über Wasserlauf |                                                                                                 | Lauter                                                 | Lauter                                                 |
| Brücke über Wasserlauf |                                                                                                 | Mooslauter                                             | Mooslauter                                             |
| Haltepunkt / Haltestelle | 15,0                                                                                            | Sulzbachtal (bis Sommer 2018 Untersulzbach)            | 209,3 m ü. NHN                                         |
| Bahnhof | 17,0                                                                                            | Olsbrücken                                             | 204,6 m ü. NHN                                         |
| Brücke über Wasserlauf |                                                                                                 | Lauter                                                 | Lauter                                                 |
| ehemaliger Haltepunkt / Haltestelle | 19,3                                                                                            | Kaulbach bis 2000                                      | 201,7 m ü. NHN                                         |
| Haltepunkt / Haltestelle | 19,8                                                                                            | Kreimbach-Kaulbach                                     | Kreimbach-Kaulbach                                     |
| ehemaliger Bahnhof | 20,4                                                                                            | Kreimbach bis 2000                                     | 199,3 m ü. NHN                                         |
| Abzweig geradeaus und ehemals von rechts | 21,9                                                                                            | Anschlussgleis Westdeutsche Hartsteinwerke             | Anschlussgleis Westdeutsche Hartsteinwerke             |
| ehemaliger Haltepunkt / Haltestelle | 22,0                                                                                            | Stahlhausen-Rutsweiler bis 1914                        | Stahlhausen-Rutsweiler bis 1914                        |
| Haltepunkt / Haltestelle | 22,6                                                                                            | Roßbach (Pfalz)                                        | 194,7 m ü. NHN                                         |
| Bahnhof | 24,5                                                                                            | Wolfstein                                              | 188,1 m ü. NHN                                         |
| Abzweig geradeaus und ehemals nach links | 25,1                                                                                            | Anschlussgleis Schwerspatwerke, später Karl Otto Braun | Anschlussgleis Schwerspatwerke, später Karl Otto Braun |
| Tunnel |                                                                                                 | Eisenknopf-Tunnel (91 m)                               | Eisenknopf-Tunnel (91 m)                               |
| Abzweig geradeaus und ehemals von links | 25,4                                                                                            | Anschlussgleis Karl Otto Braun                         | Anschlussgleis Karl Otto Braun                         |
| Brücke über Wasserlauf |                                                                                                 | Lauter                                                 | Lauter                                                 |
| ehemaliger Haltepunkt / Haltestelle | 26,5                                                                                            | Oberweiler-Tiefenbach bis 1912                         | Oberweiler-Tiefenbach bis 1912                         |
| Haltepunkt / Haltestelle | 27,6                                                                                            | Reckweilerhof                                          | 180,3 m ü. NHN                                         |
| Haltepunkt / Haltestelle | 30,7                                                                                            | Heinzenhausen                                          | 175,1 m ü. NHN                                         |
| Strecke mit Straßenbrücke |                                                                                                 | B 270                                                  | B 270                                                  |
| Haltepunkt / Haltestelle | 32,2                                                                                            | Lohnweiler                                             | 169,9 m ü. NHN                                         |
| ehemaliger Bahnhof | 33,2                                                                                            | Lauterecken bis 1912                                   | 166,9 m ü. NHN                                         |
| Strecke mit Straßenbrücke |                                                                                                 | B 270                                                  | B 270                                                  |
| Brücke über Wasserlauf |                                                                                                 | Glan                                                   | Glan                                                   |
| Abzweig geradeaus und ehemals nach rechts |                                                                                                 | Anschlussgleis Bahnschneider                           | Anschlussgleis Bahnschneider                           |
| Abzweig geradeaus und ehemals von links |                                                                                                 | ehem. Glantalbahn von Homburg                          | ehem. Glantalbahn von Homburg                          |
| ehemaliger Haltepunkt / Haltestelle | 34,2                                                                                            | Lauterecken Haltepunkt 1896–1904                       | 162,8 m ü. NHN                                         |
| Kopfbahnhof Strecke ab hier außer Betrieb | 34,5                                                                                            | Lauterecken-Grumbach                                   | 162,8 m ü. NHN                                         |
| Strecke (außer Betrieb) |                                                                                                 | ehem. Glantalbahn nach Staudernheim                    | ehem. Glantalbahn nach Staudernheim                    |
| |                                                                                                 |                                                        |                                                        |
| Quellen: |                                                                                                 |                                                        |                                                        |

Die Lautertalbahn ist eine insgesamt 34,5 Kilometer lange eingleisige Nebenbahn in Rheinland-Pfalz. Sie verläuft von Kaiserslautern entlang der namensgebenden Lauter nach Lauterecken. Die 1883 von der Gesellschaft der Pfälzischen Nordbahnen eröffnete Bahnstrecke war zunächst 33,2 Kilometer lang und existiert in ihrer jetzigen Form seit 1904. Sie erlangte fast ausschließlich regionale Bedeutung, die nach dem Zweiten Weltkrieg durch den immer stärker konkurrierenden Autoverkehr weiter sank. Die Deutsche Bundesbahn plante deshalb in den 1980er Jahren, die Strecke stillzulegen, nachdem benachbarte Bahnlinien bereits den Personenverkehr verloren hatten. Ihr Fortbestand ist seit der Gründung der Deutschen Bahn und der Integration in den Rheinland-Pfalz-Takt inzwischen gesichert. Während der Güterverkehr um die Jahrtausendwende zeitweise zum Erliegen kam, wuchs die Nachfrage im Personenverkehr. Planungen aus den 1990er Jahren, die Bahnstrecke durch die Innenstadt von Kaiserslautern zu führen und als „Citybahn“ zu vermarkten, wurden jedoch nicht verwirklicht.
(→ Kaiserslauterer Modell)

## Geschichte

### Planung, Bau und Eröffnung (1859–1883)
Um 1860 bildete sich das Comitee der Notabeln des Glan- und Lautertales, das seinen Sitz in Wolfstein hatte. Es setzte sich für eine Bahnstrecke ein, die in Kaiserslautern von der Pfälzischen Ludwigsbahn abzweigen, anschließend durch das Lauter- und das untere Glantal verlaufen und in Staudernheim auf die im selben Jahr vollendete Rhein-Nahe-Bahn treffen sollte. Eine entsprechende Konzession wurde Mitte der 1860er Jahre erteilt. Das Komitee schickte eine Denkschrift an die in Ludwigshafen ansässige Direktion der Pfälzischen Ludwigsbahn-Gesellschaft. Das Projekt stand in Konkurrenz zur geplanten Strecke entlang der Alsenz, die in den Jahren 1870 und 1871 eröffnet wurde.
Im Jahr 1874 folgte ein weiterer Entwurf. Die Kosten einer Bahnstrecke entlang der Lauter einschließlich einer Zweigstrecke nach Otterberg betrugen 3,58 Millionen Rheinische Gulden, was 6.137.150 Mark entsprach. Die Stadt Otterberg befürwortete hingegen eine direkte Führung der Lautertalbahn über ihr Stadtgebiet. Eine neue Petition der Gemeinden an der Lauter kam 1877 auf den Weg. Sie scheiterte zunächst aufgrund der schlechten Finanzlage der Gesellschaft der Pfälzischen Nordbahnen, die als Betreiberin derjenigen Bahnstrecken innerhalb der Pfalz fungierte, die sich nördlich der Ludwigsbahn befanden. Aus diesem Grund sollte die Lauterbahn als Sekundärbahn ausgeführt werden; der Plan einer Seitenbahn nach Otterberg wurde zurückgestellt. Die Kosten reduzierten sich so auf 4,3 Millionen Mark.
Die Nordbahnen erhielten am 9. Mai 1880 die Konzession für die Strecke. Die Planungen verzögerten sich durch Meinungsverschiedenheiten über den Streckenverlauf und Probleme beim dafür notwendigen Landkauf. Am 18. Februar 1882 begannen mit dem ersten Spatenstich auf dem Gelände des späteren Kaiserslauterer Westbahnhofs die Arbeiten. In Anbetracht des zu erwartenden starken Güterverkehrs zum Westbahnhof wurde dieser Abschnitt als Vollbahn mit einem vergleichsweise stärkeren Oberbau ausgeführt. Mehrere Unternehmen begannen an verschiedenen Orten etwa zur gleichen Zeit mit dem Streckenbau. Am 15. November 1883 wurde die Strecke eröffnet, nachdem bereits am 17. September eine Besichtigungsfahrt ihre Betriebstauglichkeit bestätigt hatte.

### Weitere Entwicklung (1883–1911)
In den ersten Jahrzehnten gab es eine baulich-betriebliche Kuriosität im Westbahnhof von Kaiserslautern: Der dem Personenverkehr dienende Teil war mit seinen Gleisanlagen als Kopfbahnhof angelegt, weshalb Personenzüge nach Lauterecken zunächst am Bahnhof vorbeifuhren und anschließend zurückgedrückt wurden. Züge der Gegenrichtung fuhren erst in den Bahnhof, drückten auf die freie Strecke zurück und fuhren dann wieder vorwärts zum Hauptbahnhof.

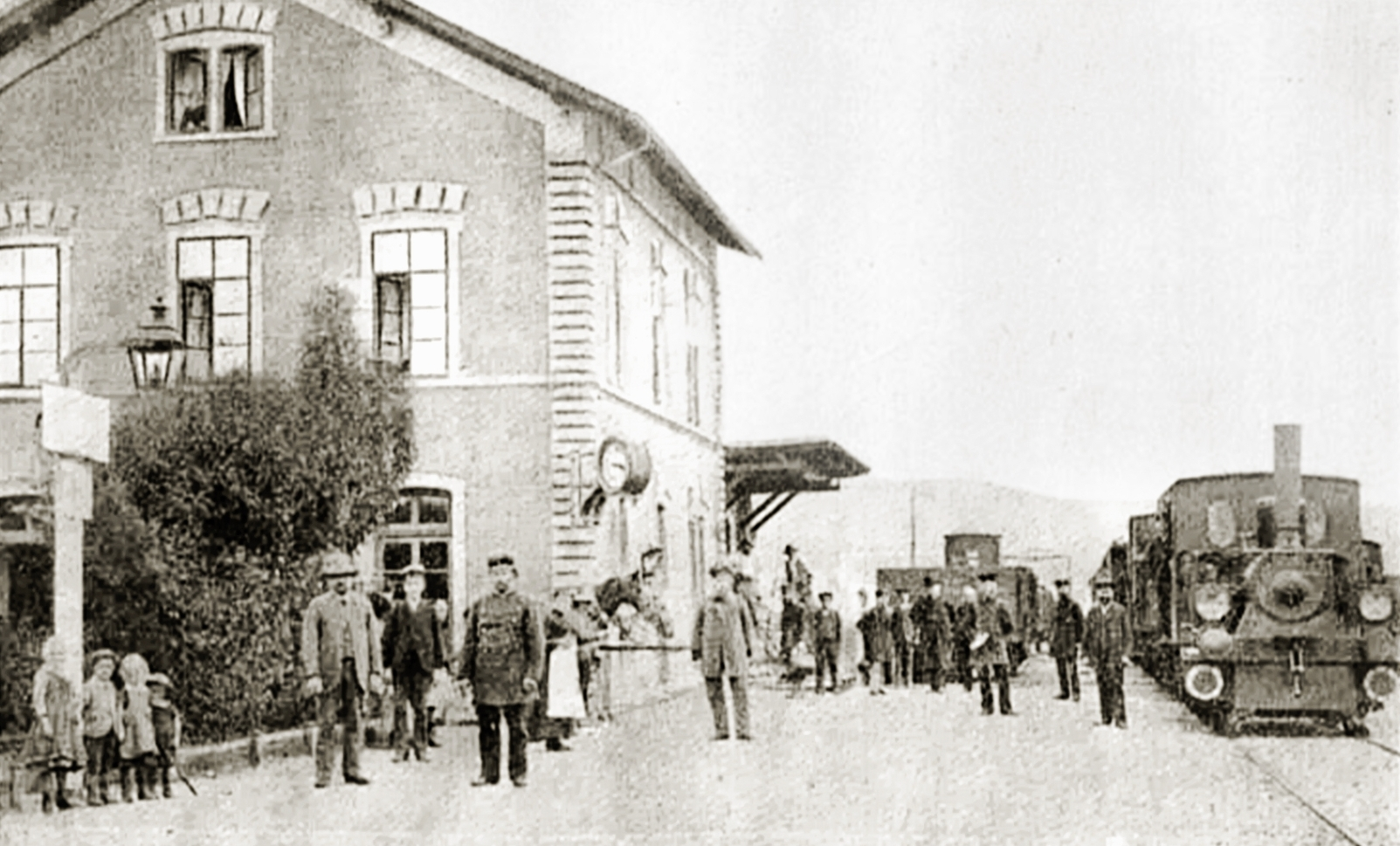
Bahnhof Lampertsmühle-Otterbach, 1887

1895 wurde der Oberbau der Lautertalbahn zur Anpassung an die Anforderungen der Dienstgüterzüge verstärkt, da die untere Glantalbahn Lauterecken–Staudernheim als unmittelbare Fortsetzung der Strecke entstand. 1896 nahm die Nordbahn den Abschnitt Lauterecken–Odernheim in Betrieb. Dabei entstand nördlich des Endbahnhofs ein zusätzlicher Haltepunkt auf Gemarkung der Veldenzstadt, um den Bewohnern des nördlichen Stadtgebiets und des mittleren Glantals den Zugang zu erleichtern. Ein Jahr später folgte die Durchbindung an die Rhein-Nahe-Bahn bis nach Staudernheim.
Um eine Verknüpfung mit dem 1904 eröffneten Glantalbahnabschnitt Altenglan–Lauterecken herzustellen, existierte ab diesem Jahr mit dem Bahnhof Lauterecken-Grumbach eine neue Verknüpfungsstation. Andernfalls wäre eine aufwendigere und teurere Trassierung der Glantalbahn im Bereich Lauterecken notwendig gewesen. Bis zur Vollendung der Glantalbahn im Jahr 1904 gab es durchgehende Züge von Kaiserslautern nach Staudernheim. Der frühere Bahnhof Lauterecken war bis 1912 als Haltepunkt weiter in Betrieb, der 1896 eröffnete Halt, der sich unweit des neuen Verknüpfungsbahnhofs befunden hatte, aufgegeben.
Am 1. Januar 1909 ging die Lautertalbahn zusammen mit den übrigen Bahnstrecken innerhalb der Pfalz in das Eigentum der Bayerischen Staatseisenbahnen über. Bereits 1912 wurden die Haltepunkte Kaisersmühle, Sambach, Oberweiler-Tiefenbach und Lauterecken mangels Rentabilität aufgegeben. Ab Mai desselben Jahres wurden aus Rationalisierungsgründen an 42 Bahnübergängen die Schranken beseitigt. Zwei Jahre später musste der Haltepunkt Stahlhausen-Rutsweiler aufgrund schwacher Nachfrage ebenfalls geschlossen werden.

### Weltkriege und Zwischenkriegszeit (1911–1949)
Mit Eröffnung der in Otterbach abzweigenden Stichbahn nach Otterberg im Jahr 1911 sowie der Bachbahn nach Weilerbach, die ab 1920 bis nach Reichenbach fuhr, gewann die Lautertalbahn vor allem in ihrem südlichen Streckenabschnitt an Bedeutung, zumal die Personenzüge dieser beiden Strecken oft bis Kaiserslautern verliefen. Im Ersten Weltkrieg mussten ab 1. November 1917 die Halte in Kaulbach und Lohnweiler für elf Monate geschlossen werden. 1920 ging die Strecke in den Besitz der neu gegründeten Deutschen Reichsbahn über. Die Reisezeit betrug auf der Lautertalbahn damals annähernd zwei Stunden.
1922 wurde die Strecke in die neu gegründete Reichsbahndirektion Ludwigshafen (Rbd Ludwigshafen) eingegliedert. Im selben Jahr gab es Pläne, die Halte Kaulbach, Lohnweiler und Roßbach-Stahlhausen wegen geringer Inanspruchnahme zu schließen, Proteste vor Ort verhinderten dieses Vorhaben. In den Jahren 1923 und 1924 fand ein sogenannter Regiebetrieb statt, für den die Besatzungsmacht Frankreich zuständig war. Die Bevölkerung versuchte die Bahn in dieser Zeit zu boykottieren, indem sie verstärkt auf Kraftpostlinien und private Lastkraftwagen zurückgriff. Das Reichsverkehrsministerium untersagte zudem den Eisenbahnern, mit den Besatzern zu kooperieren. Aus diesem Grund nahmen die Franzosen den Bahnverkehr selbst in die Hand. Da ihnen die Betriebsvorschriften und die Sicherheitseinrichtungen der Anlagen nicht ausreichend bekannt waren, gestaltete sich der Bahnbetrieb während dieser Zeit risikoreich.
Zum 1. September 1936 wurde die Rbd Ludwigshafen aufgelöst. Die Strecke lag nun bis ausschließlich Bahnhof Lauterecken-Grumbach im Gebiet der Rbd Trier, der Bahnhof selbst lag in der Rbd Mainz.
Da während des Zweiten Weltkriegs oftmals der Fahrplan nicht eingehalten werden konnte, erschien 1941 ein „Verzeichnis lebenswichtiger Züge“. Demnach mussten zwischen Kaiserslautern und Lauterecken wenigstens drei Züge verkehren. Im Dezember 1944 wurde der Bahnhof Lauterecken-Grumbach durch seine Funktion als Eisenbahnknotenpunkt Opfer einer Reihe von Luftangriffen, in deren Folge unter anderem der Lokschuppen ausbrannte. Im März des folgenden Jahres gab es weitere Bombardements.

### Deutsche Bundesbahn (1949–1993)
Nach dem Zweiten Weltkrieg übernahm die Eisenbahndirektion Mainz (später: Bundesbahndirektion Mainz / BD Mainz) die Strecke, wie alle, die sich innerhalb des neu geschaffenen Landes Rheinland-Pfalz befanden. Mit ihr kam sie zur Deutschen Bundesbahn (DB). 1951 eröffnete die DB zwischen dem Haupt- und dem Westbahnhof den neuen Haltepunkt Pfaffwerk. 1965 wurde die Telegrafenfreileitung entlang der Strecke durch ein Fernmeldekabel ersetzt.
Mit der Auflösung der BD Mainz im Jahr 1971 kam die Strecke erneut zur BD Saarbrücken. Ab 1975 ruhte der Sonntagsverkehr auf der Lautertalbahn, den fortan Busse übernahmen. Am 26. September selben Jahres endete der Betrieb mit Dampflokomotiven. 1983 feierte die Lautertalbahn ihr 100-jähriges Jubiläum, zu diesem Anlass verkehrte der Trans-Europ-Express zwischen Kaiserslautern und Lauterecken.

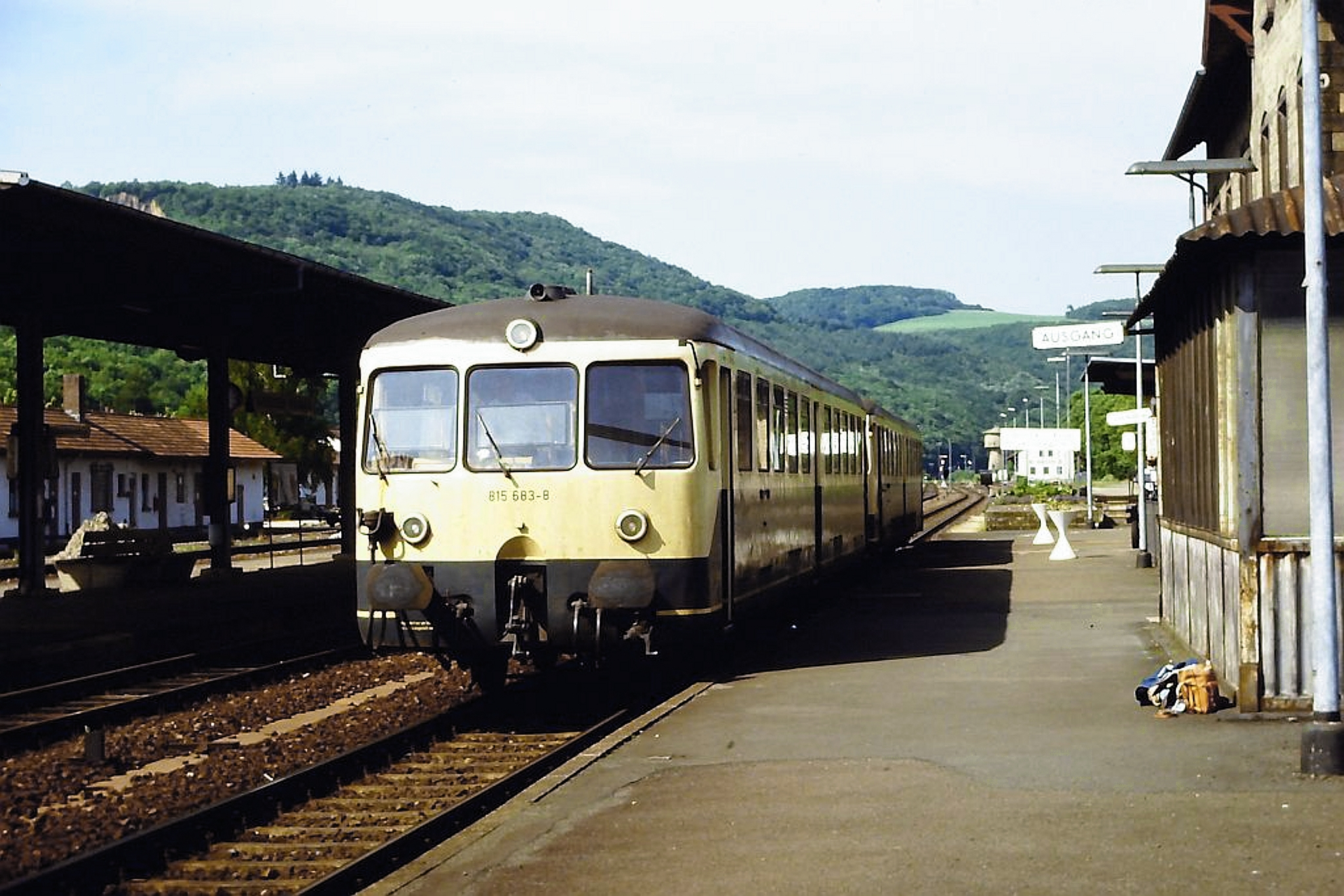
Akkutriebzug der Baureihe 515 im Bahnhof Lauterecken-Grumbach, 1986

Da ab den 1950er Jahren durch den immer stärker konkurrierenden Autoverkehr auf mehreren benachbarten Strecken im westlichen Nordpfälzer Bergland – darunter die in Otterbach abzweigenden Strecken nach Otterberg (1954) und nach Reichenbach (1972) – die Personenbeförderung eingestellt wurde, stand auch die Einstellung der Lautertalbahn zur Diskussion. Entsprechende Absichten äußerte vor allem die Bundesbahndirektion Saarbrücken, unter deren Leitung zur selben Zeit auch der Verkehr auf der benachbarten Glantalbahn schrittweise endete. Nachdem auf der Glantalbahn der Personenverkehr 1986 auch im nördlichen Streckenabschnitt Lauterecken-Grumbach–Staudernheim zum Erliegen gekommen war, war die Lautertalbahn zusammen mit der Bahnstrecke Landstuhl–Kusel die einzige, die von der Stilllegungswelle von Nebenbahnen in der Region verschont blieb. Am 9. Juni 1986 schlossen die Deutsche Bundesbahn und das Land Rheinland-Pfalz einen Staatsvertrag, der alle Eisenbahnlinien des Bundeslandes in drei Kategorien einteilte. Demnach sollte die Wirtschaftlichkeit der Lautertalbahn noch überprüft werden, somit war diese in den folgenden Jahren weiterhin von Stilllegungsplänen bedroht. Der Bevölkerung und Lokalpolitikern gelang es jedoch, die Strecke zu erhalten.
Die Bundesbahn gab 1969 den separaten Personenbahnhof in Kaiserslautern West auf und ersetzte ihn durch einen gleichnamigen Haltepunkt unmittelbar am Abzweig des ursprünglichen Bahnhofs. Ende der 1980er Jahre wurde der Kopfbahnhof als Gütertarifpunkt geschlossen und war noch einige Jahre Anschlussgleis. Gleichzeitig gab es Bestrebungen, innerhalb des Werksgeländes der Karl Otto Braun GmbH, Hersteller von Spezialgeweben für die Medizin, das unmittelbar nördlich des Eisenknopf-Tunnels in Wolfstein liegt, einen Haltepunkt zu errichten, die Verwirklichung blieb jedoch aus.
1991 wurden Pläne entwickelt, die Züge der Lautertalbahn ab dem Westbahnhof auf einer Trasse durch die Stadtmitte verkehren zu lassen, um in der Nähe des Rathauses an einem neu errichteten „Citybahnhof“ zu enden. In diesem Zusammenhang sollte die von der Lautertalbahn abzweigende Bachbahn bis Weilerbach wieder Personenverkehr erhalten. Finanzielle Engpässe und mangelnde politische Unterstützung verhinderten jedoch die Umsetzung der Pläne.

### Deutsche Bahn (seit 1994)

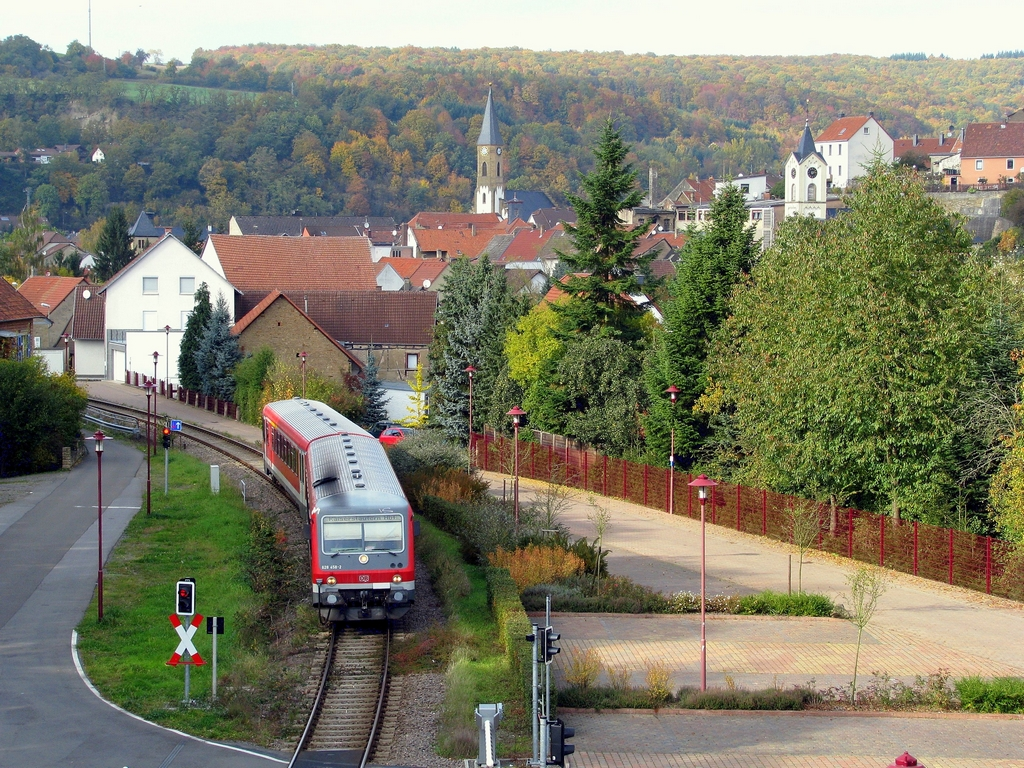
Dieseltriebwagen 628 458 in Lauterecken

Im Zuge der zum 1. Januar 1994 in Kraft getretenen Bahnreform ging der Betreiber der Strecke, die Deutsche Bundesbahn, in der Deutschen Bahn AG auf. Im selben Jahr wurde die Strecke Bestandteil des Rheinland-Pfalz-Taktes. Da das Land zudem ab 1996 für die Bestellung des Nahverkehrs zuständig war, erklärte es sich wie auch die Anrainerkommunen bereit, die Kosten der Strecke zu übernehmen. Eine Stilllegung war damit hinfällig. Am 20. August 1995 fand erstmals die Aktion Autofreies Lautertal statt, zu der erstmals seit 20 Jahren wieder sonntags Personenzüge fuhren. Die Züge waren an diesem Tag sehr gut ausgelastet.
Im Jahr 2000 wurde die Lautertalbahn wie die gesamte Westpfalz zunächst in das Tarifsystem des Westpfalz-Verkehrsverbundes (WVV) eingegliedert, ehe er sechs Jahre später im Verkehrsverbund Rhein-Neckar (VRN) aufging. Im selben Jahr ging der Haltepunkt Kreimbach-Kaulbach in Betrieb, der die bisherigen Halte Kreimbach und Kaulbach ersetzte. Außerdem wurden 2005 in Olsbrücken, Lampertsmühle-Otterbach, Heinzenhausen und Wolfstein die Bahnsteige barrierefrei ausgebaut.
In der Zeit vom 16. bis 18. Dezember 2005 wurde die Leittechnik der Lautertalbahn erneuert und damit die bisherige, etwa 100 Jahre genutzte mechanische Stellwerkstechnik nach Bauart Bruchsal G ersetzt. Seither überwacht ein elektronisches Stellwerk in Neustadt an der Weinstraße die Strecke.
Die Strecke wurde 2018 saniert. Sieben Brücken wurden durch Neubauten ersetzt, zwei Weichen im Bahnhof Lampertsmühle-Otterbach erneuert und der Haltepunkt in Untersulzbach (neuer Name: Sulzbachtal) barrierefrei ausgebaut. Pläne weitere Haltepunkte zu sanieren wurden in dieser Zeit nicht umgesetzt, da für das ausgeschriebene Los kein Bauunternehmen gefunden wurde.
Neben der Planung, weitere Haltepunkte barrierefrei auszubauen, sollen auch zwei Bahnübergänge entlang der Strecke technisch gesichert werden. An denen müssen die Züge ihre Fahrt deutlich verlangsamen, da die Höchstgeschwindigkeit an diesen Bahnübergängen in Folge von Unfällen und schlechter Einsicht herabgesetzt wurde.
Für den Einsatz von Akkumulatortriebwagen im Pfalznetz ab Dezember 2026 wird im Bahnhof Lauterecken-Grumbach eine 700 Meter lange Oberleitungsinselanlage errichtet.

## Streckenverlauf

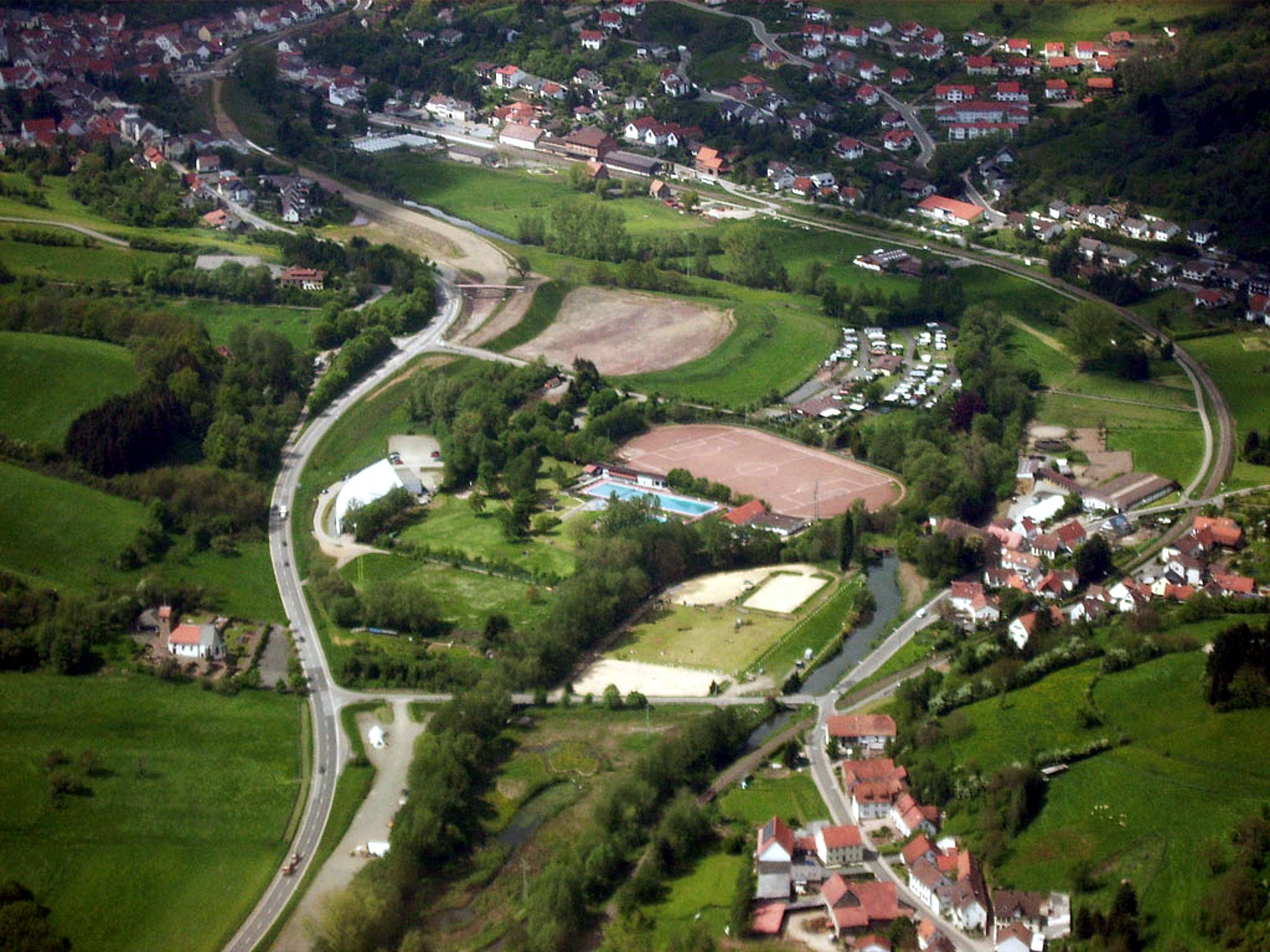
Verlauf der Lautertalbahn in Wolfstein

Die Strecke folgt auf ihrer gesamten Länge der Lauter, dem namensgebenden Fluss, und verliert kontinuierlich an Höhe. Kurz vor Kaiserslautern West passiert sie einen Felseinschnitt und unterquert anschließend die Lautertalbrücke der Bundesautobahn 6, ehe sie unweit am zum Kaiserslauterer Ortsbezirk Erzhütten-Wiesenthalerhof gehörenden Kreuzhof vorbeiführt. Ab Otterbach verläuft zudem die Bundesstraße 270 parallel zur Bahnstrecke und überbrückt sie insgesamt drei Mal. Nördlich des Bahnhofs Lampertsmühle-Otterbach tangiert sie den westlichen Ortsrand von Sambach. In ihrem weiteren Verlauf überquert die Bahnstrecke mehrfach die Lauter, unter anderem bei Hirschhorn/Pfalz, Olsbrücken und Wolfstein. In nördlicher Richtung nimmt die Zahl an Kurven stetig zu. Einziger Tunnel entlang der Strecke ist der 91 Meter lange Eisenknopf-Tunnel nördlich des Bahnhofs Wolfstein. Kurz vor Erreichen des Endbahnhofs Lauterecken-Grumbach überbrückt die Strecke den Glan. 53 Prozent der Strecke befinden sich in Kurven, deren Radien zwischen 200 Meter und einem Kilometer betragen. Zwischen Kaiserslautern und Otterbach beträgt die zulässige Höchstgeschwindigkeit 80 Kilometer pro Stunde, während sie im nördlichen Abschnitt wegen der vielen Kurven darunter liegt.
Zunächst verläuft die Bahnlinie in der Gemarkung der kreisfreien Stadt Kaiserslautern, von Lampertsmühle-Otterbach bis Olsbrücken durchquert sie den Landkreis Kaiserslautern. Der restliche Teil der Strecke befindet sich im Landkreis Kusel. Mit Kaiserslautern, Otterbach, Katzweiler, Hirschhorn/Pfalz, Sulzbachtal, Frankelbach, Olsbrücken, Kreimbach-Kaulbach, Wolfstein, Oberweiler-Tiefenbach, Hohenöllen, Heinzenhausen, Lohnweiler und Lauterecken wird das Gebiet von insgesamt 14 Ortsgemeinden durchquert.
Die notwendige Stichfahrt in den alten Kaiserslauterer Westbahnhof hatte eine eigene Kilometrierung, die am Abzweig (Kilometer 3,3) begann. Dem inzwischen stillgelegten Bahnhof war Kilometerangabe 0,46 zugeordnet worden.

## Betrieb

### Personenverkehr
Zur Zeit der Betriebseröffnung verkehrten zwischen Kaiserslautern und Lauterecken insgesamt drei Zugpaare. 1896 wurden die Zugfahrten mit Eröffnung der unteren Glantalbahn bis nach Odernheim durchgebunden, ab 1897 bis Staudernheim. Mit Eröffnung der übrigen Glantalbahn-Abschnitte im Jahr 1904 endete der durchgehende Verkehr bis Staudernheim. Ab 1906 befuhren einzelne Züge Teilstrecken der Bahn, so beispielsweise zwischen Lauterecken und Wolfstein, zwischen Kaiserslautern und Olsbrücken sowie zwischen Kaiserslautern West und Lampertsmühle-Otterbach. Nachdem die Bachbahn und die Strecke nach Otterberg im Personenverkehr eröffnet worden waren, fuhren deren Züge meistens bis Kaiserslautern, sodass der Streckenabschnitt Kaiserslautern–Lampertsmühle-Otterbach verstärkten Verkehr aufwies. In den Folgejahrzehnten schwankte die Zahl der täglichen Zugpaare in der Regel zwischen drei und acht. In den ersten Jahren nach dem Zweiten Weltkrieg verkehrten an Werktagen zwei Zugpaare, sonn- und feiertags lediglich eins. In den weiteren Jahren konzentrierte sich der Vormittagsverkehr auf die südliche Streckenrichtung, während nachmittags vor allem Züge nach Norden fuhren.
Von 1966 bis 1969 fuhren täglich zwei Eilzüge in Richtung Kaiserslautern. 1975 endete der Sonntagsverkehr, sieben Jahre später die Bedienung an Samstagen. Vereinzelt gab es Züge, die über Lauterecken hinaus auf die untere Glantalbahn fuhren. So nennt der Sommerfahrplan aus dem Jahr 1971 zwei Zugpaare mit Durchbindung bis Staudernheim beziehungsweise Meisenheim. Die Gründung des Westpfalz-Verkehrsverbundes im Jahr 2000 brachte die Wiedereinführung des regulären Wochenendverkehrs mit sich. Im selben Jahr fuhr anlässlich der Landesgartenschau in Kaiserslautern die Regionalexpresslinie Karlsruhe–Kaiserslautern bis nach Lampertsmühle-Otterbach, um den Besucherandrang zu bewältigen.
Die Strecke mit Bedienung im Stundentakt wird im Kursbuch der Deutschen Bahn unter der Nummer 673 geführt und ist im Rahmen des Verkehrsverbundes Rhein-Neckar (VRN) als Regionalbahn 66 verzeichnet. Die Zugkreuzungen fanden bis 2008 in den Bahnhöfen Lampertsmühle-Otterbach und Wolfstein statt. Seit dem Fahrplanwechsel 2008/2009 im Dezember 2008 entfielen die beiden bisherigen Zugkreuzungen, stattdessen ist vor allem Olsbrücken Kreuzungsbahnhof. Dadurch verkürzt sich die Fahrzeit um etwa sechs Minuten, was eine entspanntere Übergangszeit beim Umsteigen von und zur S-Bahn RheinNeckar in Kaiserslautern ermöglicht.

### Güterverkehr
Der Güterverkehr entlang der Strecke war stets von untergeordneter Bedeutung. Lediglich während der beiden Weltkriege wurde der Lautertalbahn diesbezüglich als Durchgangsstrecke eine größere Bedeutung zuteil. In den ersten Jahren ihres Bestehens gab es keine gesonderten Güterzüge, stattdessen existierten allenfalls gemischte Züge.
1920 fuhr ein Nahgüterzug von Kaiserslautern bis nach Lauterecken-Grumbach, der alle Bahnhöfe bediente. Am Mittag verkehrte bei Bedarf ein zweiter Zug. Ein weiterer Güterzug verkehrte bis Lampertsmühle-Otterbach und ein vierter bis zum Kaiserslauterer Westbahnhof. Während für die abzweigende Bachbahn bis in die 1950er Jahre ein eigener Güterzug zuständig war, wurde mit dem sinkenden Güteraufkommen dieser Strecke die Bedienung von den im Lautertal verkehrenden Zügen übernommen. Anfangs wurde sie morgens in Richtung Norden versorgt, ab den 1980er Jahren hingegen auf dem Rückweg angefahren. Für den Güterverkehr waren zu dieser Zeit infolge ihrer zunehmend geringer gewordenen Bedeutung Übergabezüge vom Rangierbahnhof Einsiedlerhof aus zuständig. 2000 endete der Güterverkehr zunächst. Mit der Erneuerung des Anschlussgleises der Pfalzwerke im Bahnhof Lampertsmühle-Otterbach wurde er rund ein Jahrzehnt später wieder aufgenommen.
Relativ umfangreich war der Güterverkehr am Bahnhof Kaiserslautern West. Mitte der 1980er Jahre verlor der Bahnhof an Bedeutung, die Gleisanschlüsse wurden später zurückgebaut. Der Bahnhof Lampertsmühle-Otterbach hatte einst mit der benachbarten Lampertsmühle einen weiteren bedeutenden Güteranschluss. Zwischen Lampertsmühle-Otterbach und Lauterecken stellte lediglich der Bahnhof Wolfstein einen bedeutenden Gütertarifpunkt dar. Schwerspat des benachbarten Königsbergs machten in den ersten Jahrzehnten den größten Teil des Güteraufkommens aus. Später war der Verbrauchsmaterialienhersteller Karl Otto Braun wichtigster Güterkunde. Anfangs gab es lediglich ein Anschlussgleis, 1954 kam ein weiteres hinzu, woraufhin sich eines nördlich und eines südlich des Eisenknopf-Tunnels befand.

## Fahrzeugeinsatz
In den ersten Betriebsjahren erhielt die Bahnstrecke einen eigenen Fahrzeugpark mit unter anderem 14 Lokalbahnwagen. Während der Anfangszeit verkehrten Lokomotiven der Baureihen G 2.I und T 2.II, wobei vier T 2.II eigens für die Lautertalbahn beschafft wurden. Ab 1900 fuhr die P.II, ab 1905 die Pfälzische G 5 und ab 1908 die P 5. Zuständig für die eingesetzten Fahrzeuge war vor allem das Bahnbetriebswerk Kaiserslautern.
Zu Reichsbahnzeiten sowie zu Bundesbahnzeiten bis teilweise in die 1960er Jahre kamen die Baureihen 93.0-4, 93.5-12 und 38.10-40 zum Einsatz. Nach dem Zweiten Weltkrieg dominierten Lokomotiven der Baureihen 23, 50 und 86 das Erscheinungsbild der Lautertalbahn. Im Güterverkehr trugen ab Ende der 1950er Jahre Diesellokomotiven der DB-Baureihe V 60 die Hauptlast.
Ab Mitte der 1960er Jahre ersetzten Dieselloks der Baureihe V 100 die Dampflokomotiven im Personenverkehr, die vor sogenannte „Silberlinge“ gespannt wurden. Der letzte Einsatztag von Dampflokomotiven war der 26. September 1975 mit einer Vertreterin der Baureihe 050, auf der Hinfahrt zog sie einen Personen- und auf der Rückfahrt einen Güterzug. Vergleichsweise kurz war der Einsatz der Baureihe 218 im Lautertal, der sich während der 1990er Jahre auf Ausnahmefälle beschränkte.
Schon in den 1950er Jahren kamen Akkumulatortriebwagen der Baureihe ETA 150 (515) aus Worms und Uerdinger Schienenbusse aus Landau zum Einsatz, ab 1993 Dieseltriebwagen der Baureihe 628, die im Stundentakt verkehrten. Die Triebwagen der Baureihe 628 wurden zum Fahrplanwechsel 2008 von Fahrzeugen der Baureihe 643 abgelöst. Seit dem Jahr 2022 kam es allerdings wieder vermehrt zu Einsätzen der Baureihe 628 aufgrund zu weniger verfügbarer Fahrzeuge der Baureihe 643. Seit dem Fahrplanwechsel im Dezember 2023 verkehrt die Baureihe 628 wieder planmäßig auf der Strecke.
Am ersten Sonntag des August findet seit Mitte der 1990er Jahre jährlich die Veranstaltung Autofreies Lautertal statt. Die Züge der Lautertalbahn wurden zu diesem Anlass anfangs mit Gepäckwagen für die Fahrradmitnahme versehen. Inzwischen verkehren die Dieseltriebwagen an diesem Tag in Doppeltraktion.

## Betriebsstellen

### Kaiserslautern Hauptbahnhof

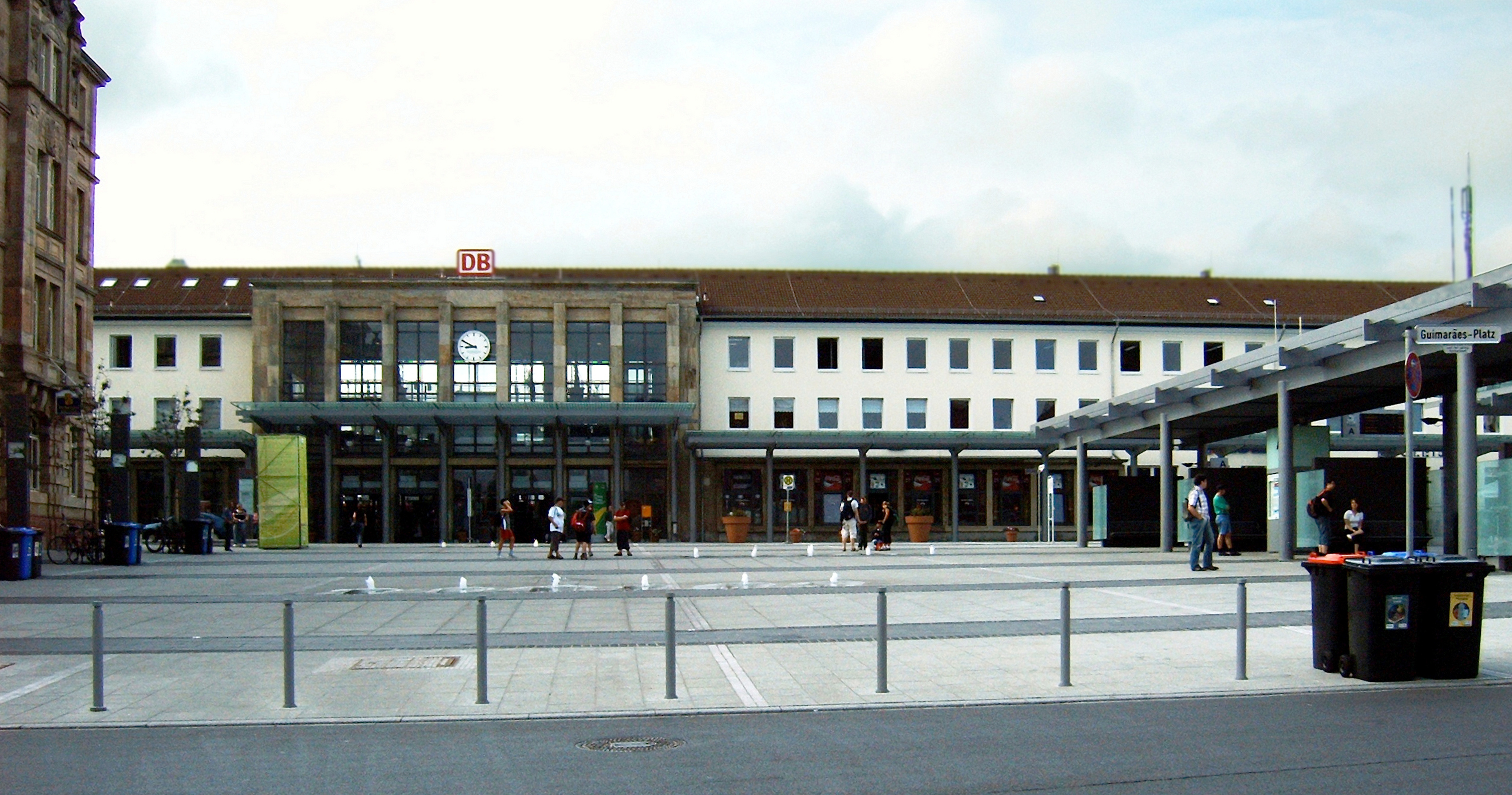
Kaiserslautern Hbf, Ausgangspunkt der Lautertalbahn

Der Hauptbahnhof von Kaiserslautern ist in seiner Funktion als Fernverkehrshalt das „Tor zur Welt“ für die Lautertalbahn. Letztere war nach der Pfälzischen Ludwigsbahn und der Bahnstrecke Kaiserslautern–Enkenbach, die sowohl als Zufuhrstrecke zur Alsenztalbahn als auch zur Donnersbergbahn diente, die dritte Bahnstrecke, die an den Kaiserslauterer Hauptbahnhof angebunden wurde. Die Züge der Lautertalbahn fahren hauptsächlich auf den Gleisen 39 (Abfahrt) und 40 (Ankunft).

### Kaiserslautern Pfaffwerk

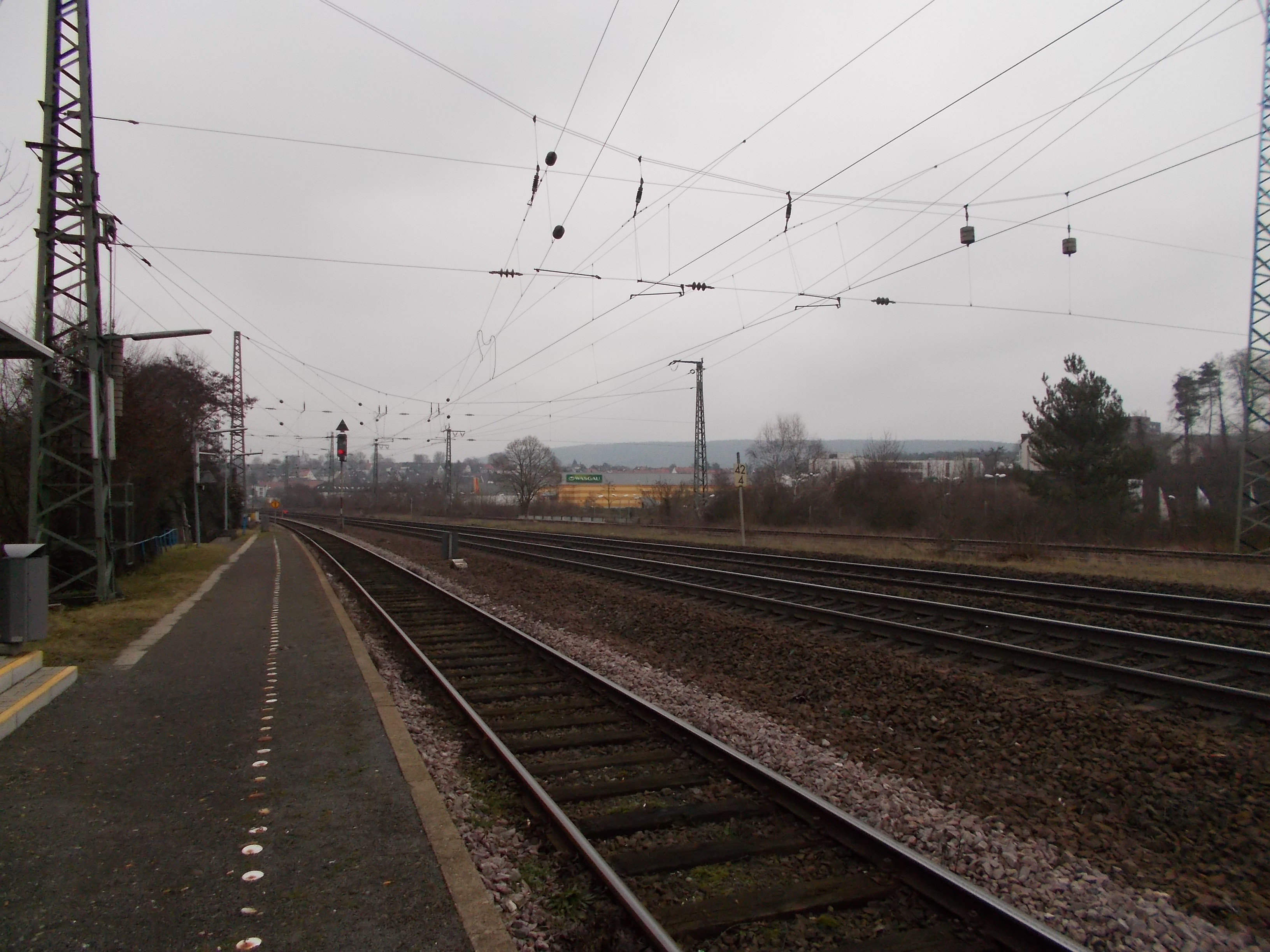
Haltepunkt Pfaffwerk

Der barrierefreie Haltepunkt Kaiserslautern Pfaffwerk ging zum 3. Juli 1950 in Betrieb und liegt unmittelbar am Abzweig von der Bahnstrecke Mannheim–Saarbrücken. Seine Bedeutung lag vor allem im Berufsverkehr für Angestellte des Nähmaschinenherstellers Pfaff, bevor der Betrieb 2007 innerhalb der Stadtgrenzen umzog. Seither ging die Nachfrage dieses Haltepunktes deutlich zurück, so dass heute nicht mehr alle Züge der Lautertalbahn am Pfaffwerk halten.

### Kaiserslautern West (Bahnhof und Haltepunkt)

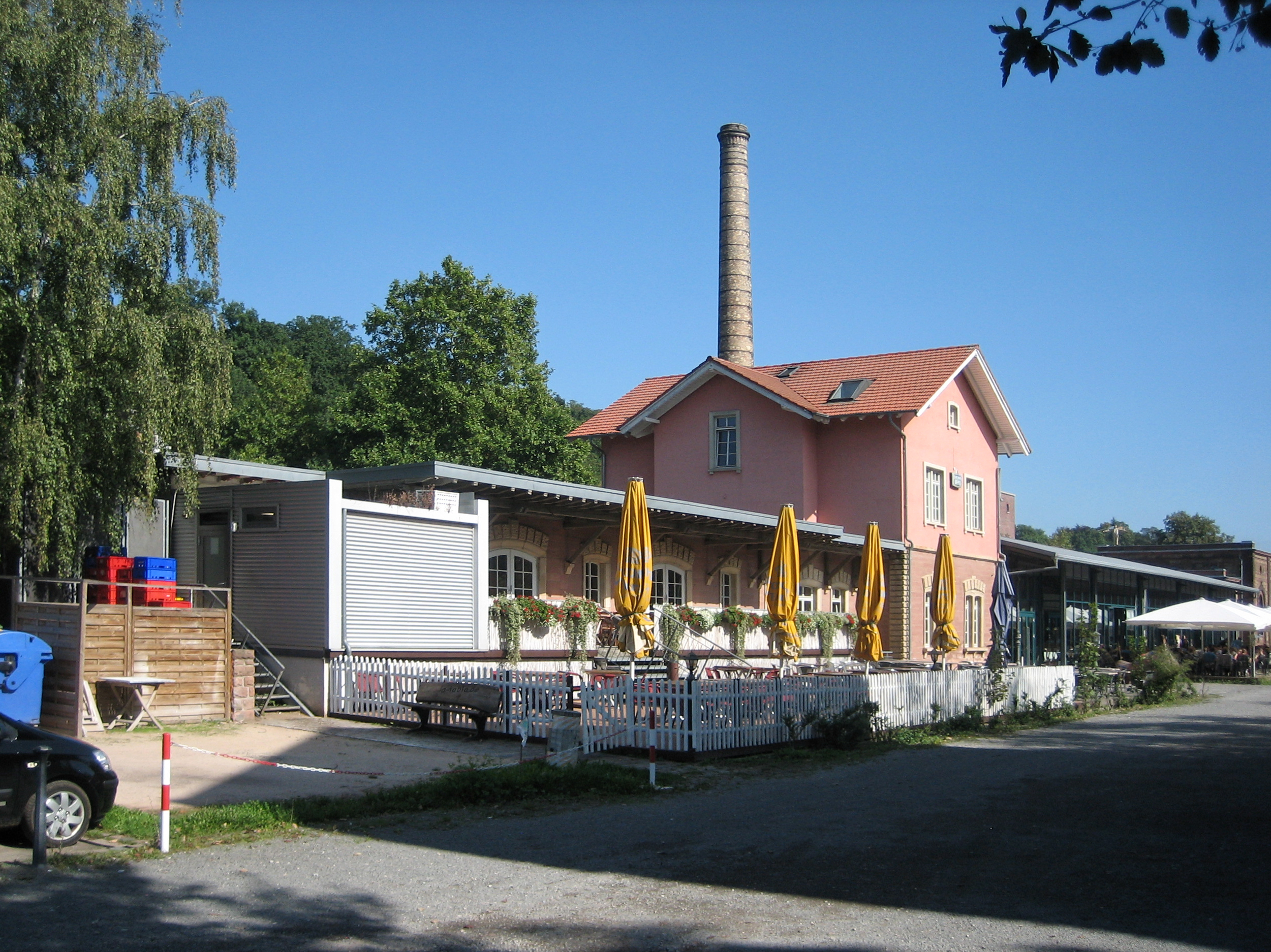
Ehemaliges Empfangsgebäude des alten Bahnhofs Kaiserslautern West

Diese Betriebsstelle war ein Kopfbahnhof. Bis 1915 hieß sie Kaiserslautern Westbahnhof. Sie besaß ein zweistöckiges Empfangsgebäude, das im Zweiten Weltkrieg zerstört wurde. Der Wiederaufbau in der ursprünglichen Form erfolgte 2000 im Rahmen der Baumaßnahmen zur ersten Landesgartenschau in Rheinland-Pfalz, auf deren Gelände heute das Gebäude steht. Vor allem im Güterverkehr hatte der Bahnhof eine große Bedeutung. Wichtige Kunden waren der direkt am Bahnhof liegende Städtische Schlachthof sowie die Kammgarnspinnerei Kaiserslautern.
Der Betrieb für den Personenverkehr gestaltete sich sehr kompliziert, so dass ab 1969 ein gleichnamiger Haltepunkt westlich des Streckenabzweiges den Bahnhof im Personenverkehr ersetzte. Im Zuge der Gartenschau wurde er außerdem modernisiert.

### Kaisersmühle
Der Halt Kaisersmühle befand sich in der Nähe der in Kaiserslautern liegenden Kaisermühle. Er diente ausschließlich dem Personenverkehr und war während der Zeit der Bayerischen Staatseisenbahnen entsprechend als Stationstyp 1 geführt. In unmittelbarer Nähe des Haltepunktes entstanden Vorarbeiterwohnungen. Mangels Rentabilität wurde er 1912 aufgelassen.

### Lampertsmühle-Otterbach

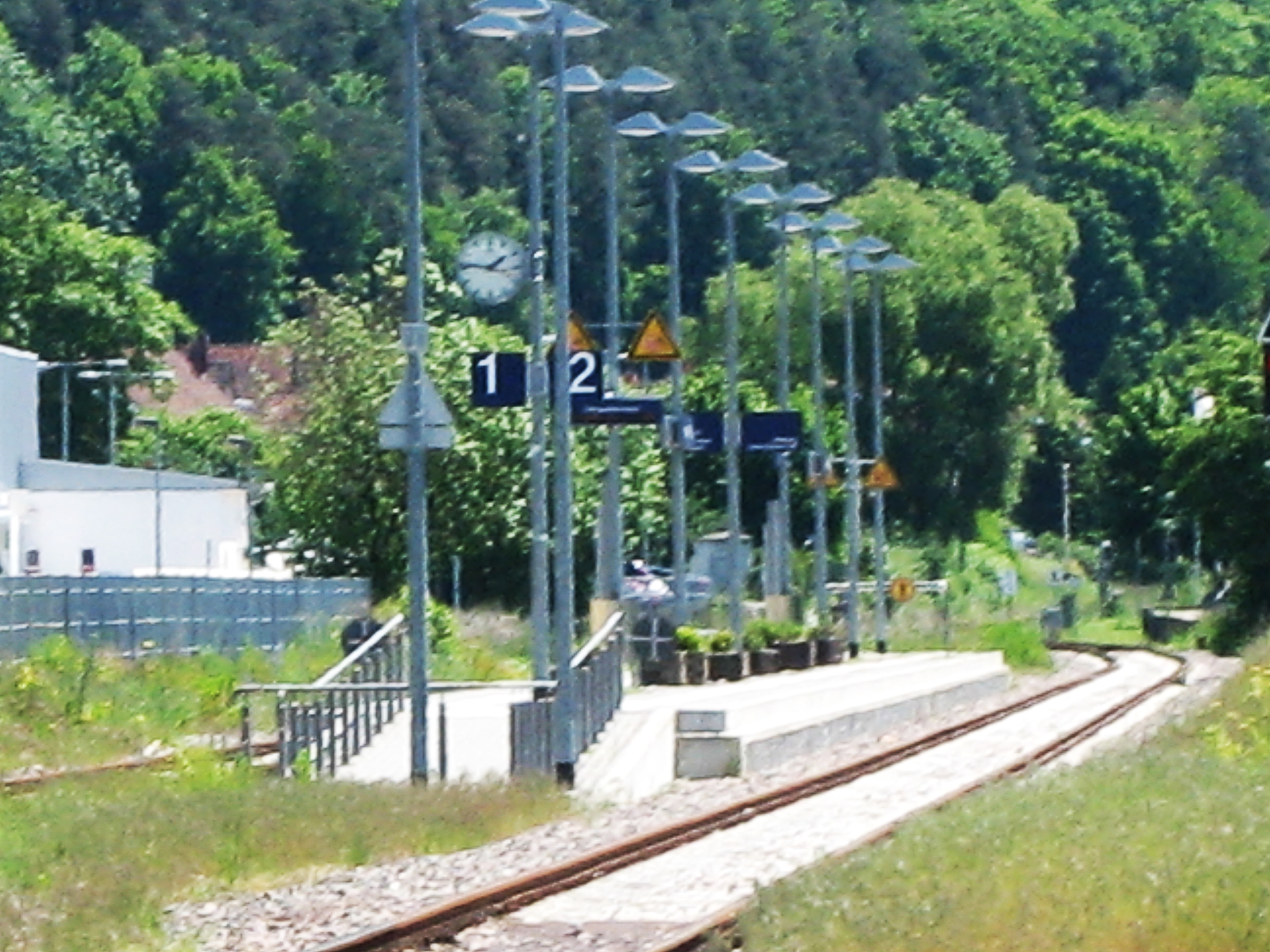
Bahnsteig des Bahnhofs Lampertsmühle-Otterbach

Der barrierefreie Bahnhof Lampertsmühle-Otterbach liegt auf der Gemarkung der Gemeinde Otterbach, in unmittelbarer Nachbarschaft befindet sich die zum Kaiserslauterer Stadtteil Erfenbach gehörende Siedlung Lampertsmühle, der er seine Doppelbezeichnung verdankt. Von 1914 bis 1996 zweigte von hier die Bachbahn ab, die zunächst nach Weilerbach und ab 1920 bis Reichenbach geführt wurde. Der Bahnhof war ferner von 1911 bis 1980 Ausgangspunkt einer Stichbahn nach Otterberg. Der Bahnhof hatte mit der in Lampertsmühle ansässigen Spinnerei einen bedeutenden Güteranschluss. Er war schon wenige Jahre nach der Eröffnung zustande gekommen. Ab den 1960er Jahren reduzierte sich das dortige Güteraufkommen deutlich, trotzdem besaß das Unternehmen bis Anfang der 1990er Jahre eine eigene Werkslok. Außerdem gab es noch Anschlussgleise zum Umspannwerk der Pfalzwerke. Während das erste Anschlussgleis mittlerweile stillgelegt ist, wurde dasjenige der Pfalzwerke in den 2010er Jahren erneuert.
Er erhielt ein zweistöckiges Empfangsgebäude, das in seiner Architektur den übrigen Bahnhofsbauten entlang der Lautertalbahn entspricht. Es verfügt zudem über einen seitlichen Flachdachanbau. Heute spielt es für den Bahnbetrieb keine Rolle mehr. Für den Betrieb der Zweigstrecken nach Reichenbach und nach Otterberg und die damit erforderlichen Rangierfahrten war ein Stellwerk zuständig, das sich im nordwestlichen Bahnhofsbereich befand. Es ist inzwischen ebenfalls außer Betrieb und ist heute Museum.

### Sambach
Der Haltepunkt Sambach diente ausschließlich dem Personenverkehr und war während der Zeit der Bayerischen Staatseisenbahnen entsprechend als Stationstyp 1 geführt. Er wurde 1912 aufgegeben, nachdem er sich zusammen mit dem Bahnhof Erbach an der Glantalbahn als unrentabelste Betriebsstelle im Netz der Pfalzbahn erwiesen hatte. Seit den 2000er Jahren gibt es im Sambach Bestrebungen, wieder einen Haltepunkt vor Ort einzurichten.

### Katzweiler
Der Haltepunkt und ehemalige Bahnhof Katzweiler befindet sich am südöstlichen Ortsrand von Katzweiler. 1888 erhielt er eine zusätzliche Gleisverbindung. Er hatte ein zweistöckiges, im ersten Stockwerk verputztes Empfangsgebäude mit drei Dachgauben. Anfang der 1990er Jahre war vorgesehen, hier eine Hausbrauerei unterzubringen, was während der Bauphase aufgegeben werden musste.
Als Gütertarifpunkt besaß der Bahnhof eine eher untergeordnete Bedeutung, sein Ladegleis nutzte ein örtlicher Land- und Baustoffhändler. 1965 wurde hier ein Anschlussgleis angebunden.
Schon 1964 war er zur Haltestelle herabgestuft, als er dem Bahnhof Lampertsmühle-Otterbach angegliedert wurde, 1968 das Personal abgezogen.
Ende 2006 wurde der 120 Meter lange Bahnsteig modernisiert. Er erhielt einen barrierefreien Zugang sowie Blindenleitstreifen, die Bahnsteighöhe wurde zudem auf die Einstiegshöhe der Züge abgestimmt. Diese Maßnahmen kosteten rund 390.000 Euro.

### Hirschhorn (Pfalz)
Der barrierefreie Haltepunkt Hirschhorn (Pfalz) liegt am südöstlichen Ortsrand von Hirschhorn/Pfalz. In der Anfangszeit hatte der damalige Bahnhof Verladegleise, eine Verladerampe und zwei Weichen. Die Länge der Nebengleise betrug 256 Meter. Bis 1914 hieß er Hirschhorn-Weilerbach, da er zunächst neben Hirschhorn der mehrere Kilometer entfernten Gemeinde Weilerbach diente. Da Letztere durch die Eröffnung der Bachbahn im selben Jahr einen eigenen Bahnanschluss erhielt, wurde die Station an der Lautertalbahn entsprechend umbenannt. Als Gütertarifpunkt, der überwiegend dem landwirtschaftlichen Verkehr diente, spielte die Station eine eher untergeordnete Rolle. 1965 wurde hier noch ein Anschlussgleis angebunden. Der Güterverkehr endete am 30. September 1990. Später wurde der Bahnhof zum Haltepunkt zurückgebaut.

### Untersulzbach
Der Haltepunkt Untersulzbach hatte lediglich ein Gleis mit Bahnsteig, Vorarbeiterwohnungen sowie zeitweise einen Güterschuppen. Letzterer befand sich unmittelbar neben dem Empfangsgebäude. Während der Zeit der Bayerischen Staatseisenbahnen war er als Stationstyp 3 geführt, was bedeutete, dass er „Personen-, Gepäck- und beschränkten Güter-Verkehr“ aufwies. Der Haltepunkt liegt unmittelbar an einem Bahnübergang und verfügt je über einen Bahnsteig südlich und nördlich davon. Ersterer wird in Richtung Kaiserslautern bedient, Letzterer in Richtung Lauterecken.

### Olsbrücken
Trotz seines Namens liegt der barrierefreie Bahnhof Olsbrücken auf der Gemarkung der Gemeinde Frankelbach. Zu Beginn hatte der Bahnhof Ausweichgleise, die dem Güterverkehr dienten, eine Verladerampe, eine Brückenwaage, ein Ladeprofil, zwei Pulsometeranlagen zur Wasserversorgung der Dampflokomotiven und fünf Weichen. Die Länge der Nebengleise betrug 529 Meter. In seiner Anfangszeit hieß er Olsbrücken-Frankelbach. Er hatte ein zweistöckiges Bahnhofsgebäude, das für den Bahnbetrieb keine Rolle mehr spielt. Es ist zudem das einzige entlang der Lautertalbahn, das im Lauf der Jahre keine größeren baulichen Veränderungen erfuhr. 1897 wurden die Kreuzungsgleise in Olsbrücken auf insgesamt 500 Meter verlängert, um militärischen Anforderungen zu genügen.
Später erhielt der Bahnhof die bis heute bestehende Funktion als Kreuzungsbahnhof. Seit 1914 heißt der Halt nur noch Olsbrücken. Im Juni 1986 endete der Güterverkehr vor Ort. Obwohl in Lampertsmühle-Otterbach, Wolfstein und Lauterecken-Grumbach ebenfalls Zugkreuzungen möglich sind, finden solche seit 2008 fast nur in Olsbrücken statt. Zur Bahnhofsausstattung gehören Parkplätze und Fahrradstellplätze.

### Kaulbach
Der Haltepunkt Kaulbach hatte lediglich ein Gleis mit Bahnsteig sowie zeitweise einen Güterschuppen. Außerdem verfügte er über Vorarbeiterwohnungen. Vom 1. November 1917 bis 1. Oktober 1918 musste er wegen Personalmangels während des Ersten Weltkrieges vorübergehend aufgegeben werden. Bereits 1922 gab es Bestrebungen, den Halt für den Personenverkehr mangels Rentabilität aufzulassen. Proteste in der Bevölkerung verhinderten jedoch dieses Vorhaben. 2000 wurde er zugunsten des neuen Haltepunktes Kreimbach-Kaulbach schließlich doch aufgegeben.

### Kreimbach-Kaulbach
Der barrierefreie Haltepunkt Kreimbach-Kaulbach entstand 2000 als gemeinsamer Haltepunkt der Gemeinde Kreimbach-Kaulbach, deren Ortsteile bis dahin über je einen eigenen Haltepunkt verfügten; beide Haltepunkte wurden aus Rationalisierungsgründen aufgelassen.

### Kreimbach

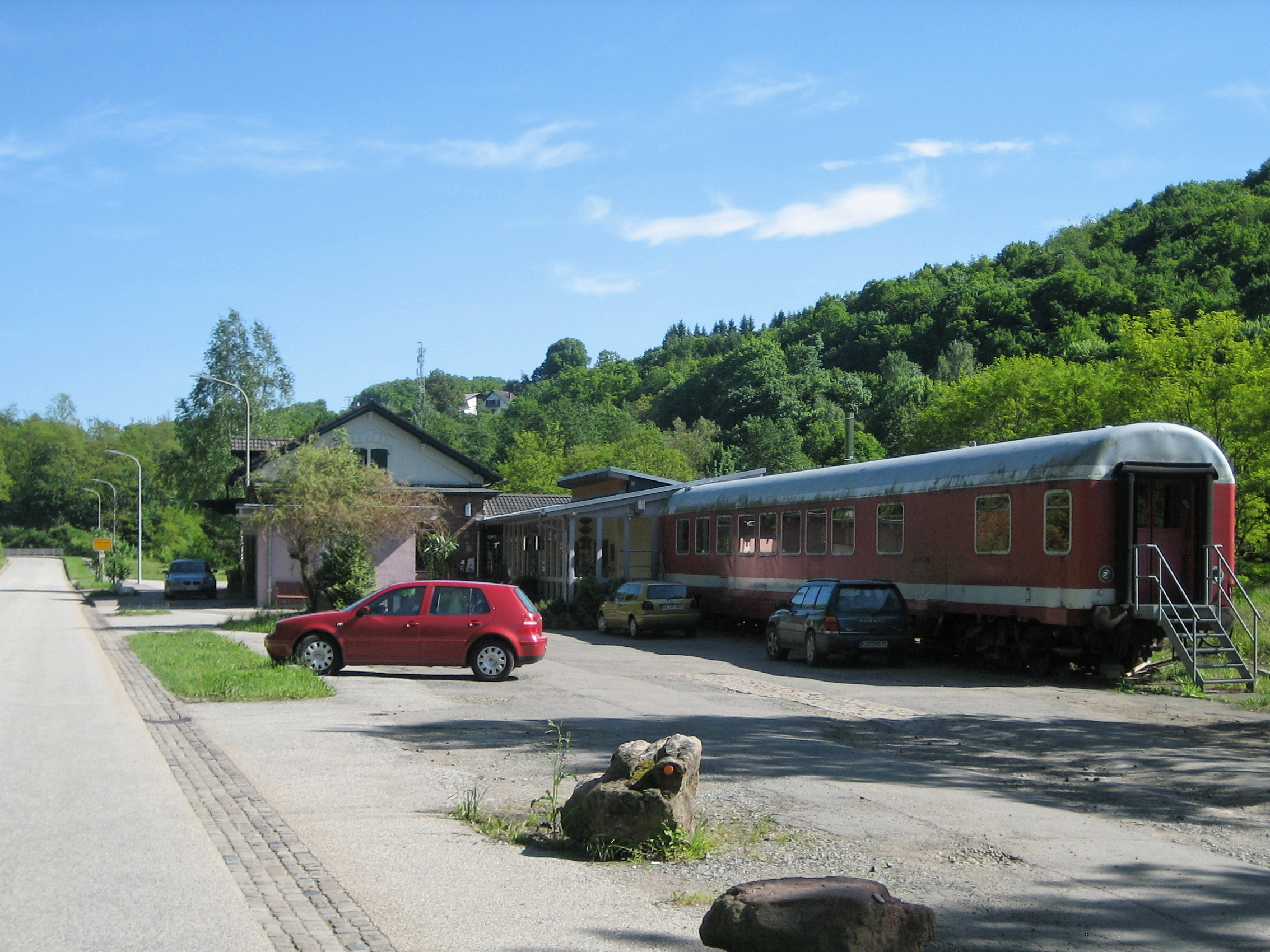
Der im Jahr 2000 aufgelassene Bahnhof Kreimbach

Anfangs hatte der damalige Bahnhof Kreimbach Verladegleise, eine Verladerampe und zwei Weichen. Die Länge der Nebengleise betrug 212 Meter. Bis 1912 hieß der Bahnhof Schmeisbach-Kreimbach, was auf die naheliegende Schmeisbacher Mühle zurückzuführen war, die zudem ein bedeutender Güterkunde war. Zeitweise führte vom Bahnhof aus eine Luftseilbahn zu einem benachbarten Steinbruch, der seit dem 25. Juli 1925 in Betrieb war. Die Verladung von Schotter kam in den 1970er Jahren zum Erliegen. 1990 wurde er als Gütertarifpunkt aufgegeben. Später wurde der Bahnhof in einen Haltepunkt umfunktioniert und im Jahr 2000 zugunsten des neuen Haltepunktes Kreimbach-Kaulbach aufgegeben. Das frühere Empfangsgebäude wurde anschließend renoviert und in ein Restaurant umgewandelt. In Letzteres ist ein ehemaliger Eisenbahnwagen integriert, der im Oktober 2004 von einem Schwerlastkran neben den Gleisen platziert wurde.

### Stahlhausen-Rutsweiler
Der Haltepunkt Stahlhausen-Rutsweiler diente ausschließlich dem Personenverkehr und war während der Zeit der Bayerischen Staatseisenbahnen entsprechend als Stationstyp 1 geführt. Die Westdeutschen Hartsteinwerke verfügten über ein Anschlussgleis am Haltepunkt, das sich unmittelbar am südlichen Ende des Bahnsteiges befand und lediglich durch einen Schlüssel bedient werden konnte. Ab 1911 hieß der Haltepunkt nur noch Stahlhausen. Drei Jahre später wurde er mangels Rentabilität geschlossen.

### Roßbach (Pfalz)
Von allen zur Zeit der Streckeneröffnung betriebenen Unterwegshalten, die über kein Betriebsgebäude verfügten, ist der Bahnhof Roßbach (Pfalz) der einzige noch heute existierende. Nachdem der Halt in Stahlhausen 1914 aufgegeben worden war, hieß der Haltepunkt für die Dauer von zwei Jahrzehnten Rossbach-Stahlhausen. Bereits 1922 gab es Bestrebungen, den Halt für den Personenverkehr mangels Rentabilität zu schließen, Proteste in der Bevölkerung verhinderten jedoch dieses Vorhaben. Ab 1934 lautet sein offizieller Name Roßbach (Pfalz). Das heute nicht mehr bestehende Anschlussgleis der Westdeutschen Hartsteinwerke am Haltepunkt Stahlhausen-Rutsweiler galt nach der Schließung von Letzterem als Anschluss des Haltepunktes in Roßbach.

### Wolfstein

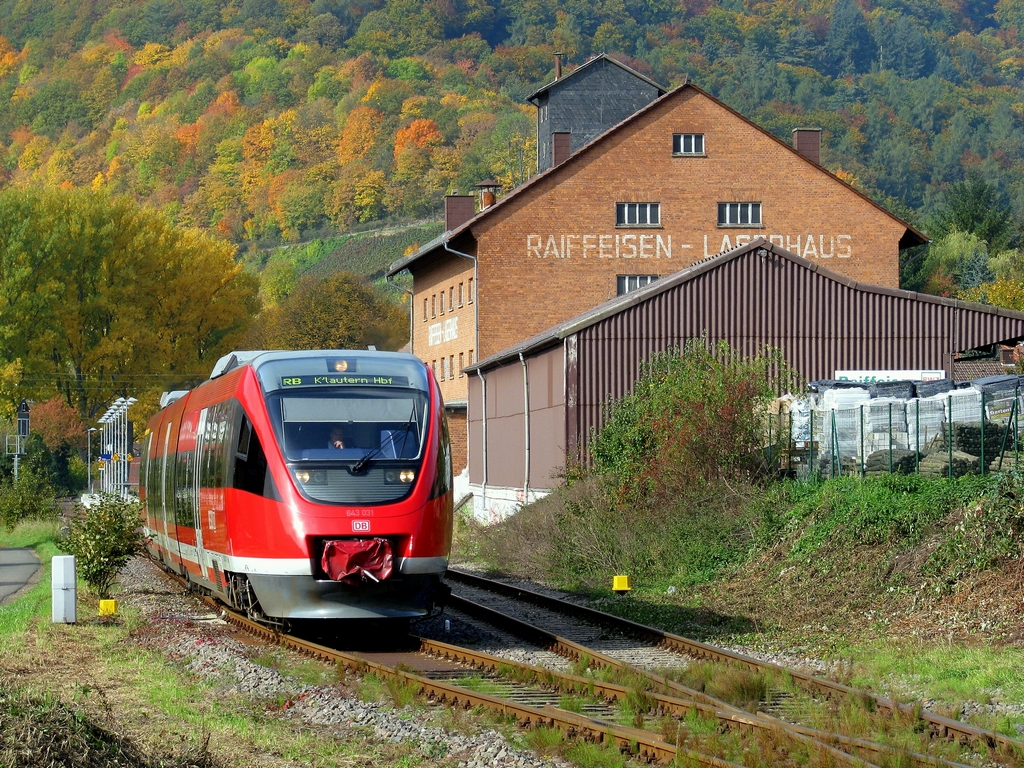
Dieseltriebwagen 643 031 des Typs Bombardier Talent beim Verlassen des Bahnhofs Wolfstein

Der Bahnhof Wolfstein liegt unweit der Kernstadt von Wolfstein. Als er errichtet wurde, befand er sich auf der Gemarkung der damals selbständigen Gemeinde Roßbach (Pfalz). Das führte zu Konflikten, die bis ins Jahr 1906 andauerten. Er war einst ein bedeutender Gütertarifpunkt entlang der Strecke, deshalb war sogar eine Kleinlokomotive hier stationiert.
Sein Empfangsgebäude steht unter Denkmalschutz, für den Bahnbetrieb spielt es hingegen keine Rolle mehr. 2005 wurde der Bahnsteig modernisiert, die Gütergleise aber demontiert, nachdem der Bahnhof bereits seit 2000 für den Güterverkehr aufgelassen worden war.

### Oberweiler-Tiefenbach
Bis 1898 hieß der Halt Oberweiler. Er diente ausschließlich dem Personenverkehr und war während der Zeit der Bayerischen Staatseisenbahnen entsprechend als Stationstyp 1 geführt. Er wurde 1912 aufgegeben.

### Reckweilerhof

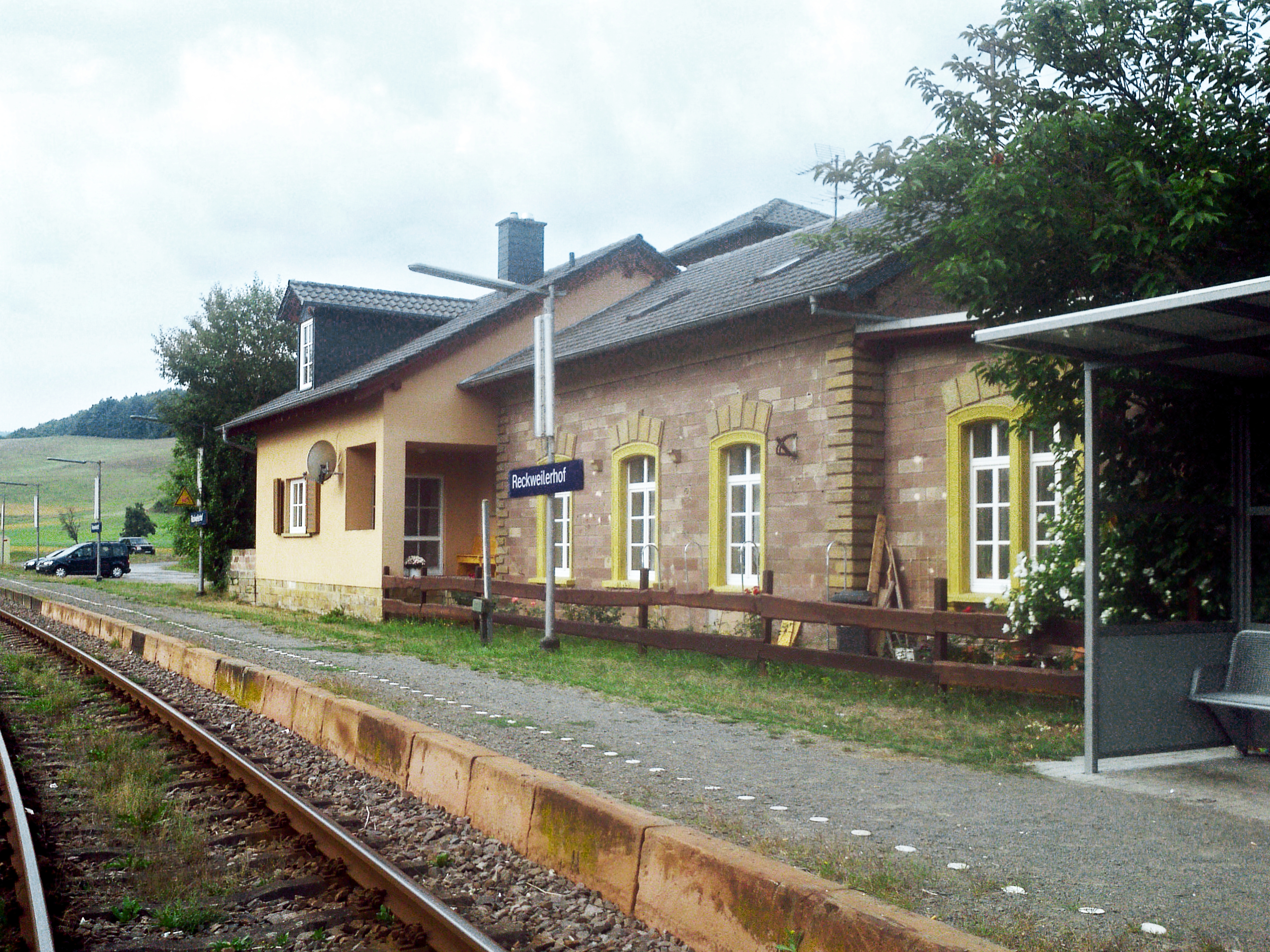
Haltepunkt Reckweilerhof

Zur Zeit der Eröffnung hatte der damalige Bahnhof Reckweilerhof Verladegleise, eine Verladerampe und zwei Weichen. Die Länge der Nebengleise betrug 384 Meter. Bis 1898 hieß er Röckweilerhof-Tiefenbach und ab 1898 Röckweilerhof. Seit dem 8. Oktober 1933 trägt er die Bezeichnung Reckweilerhof. Zudem verfügte er als einziger Bahnhof zwischen Wolfstein und Lauterecken über ein Anschlussgleis, das zu einer Kalkmühle führte. 1959 wurde er zum Haltepunkt zurückgestuft.

### Heinzenhausen
Als der damalige Bahnhof Heinzenhausen eröffnet wurde, hatte er Verladegleise, eine Verladerampe und zwei Weichen. Später wurde der Bahnhof auch für Zugbegegnungen genutzt, die nur an dieser Stelle zwischen Wolfstein und Lauterecken-Grumbach stattfinden konnten. Die Länge der Nebengleise betrug 176 Meter. Inzwischen ist er nur noch ein Haltepunkt.

### Lohnweiler
Der Haltepunkt Lohnweiler verfügte anfangs über Vorarbeiterwohnungen. Vom 1. November 1917 bis 1. Oktober 1918 musste er wegen Personalmangels während des Ersten Weltkrieges vorübergehend aufgegeben werden. Bereits 1922 gab es Bestrebungen, den Halt für den Personenverkehr mangels Rentabilität erneut zu schließen, was jedoch durch Proteste in der Bevölkerung verhindert wurde.

### Lauterecken

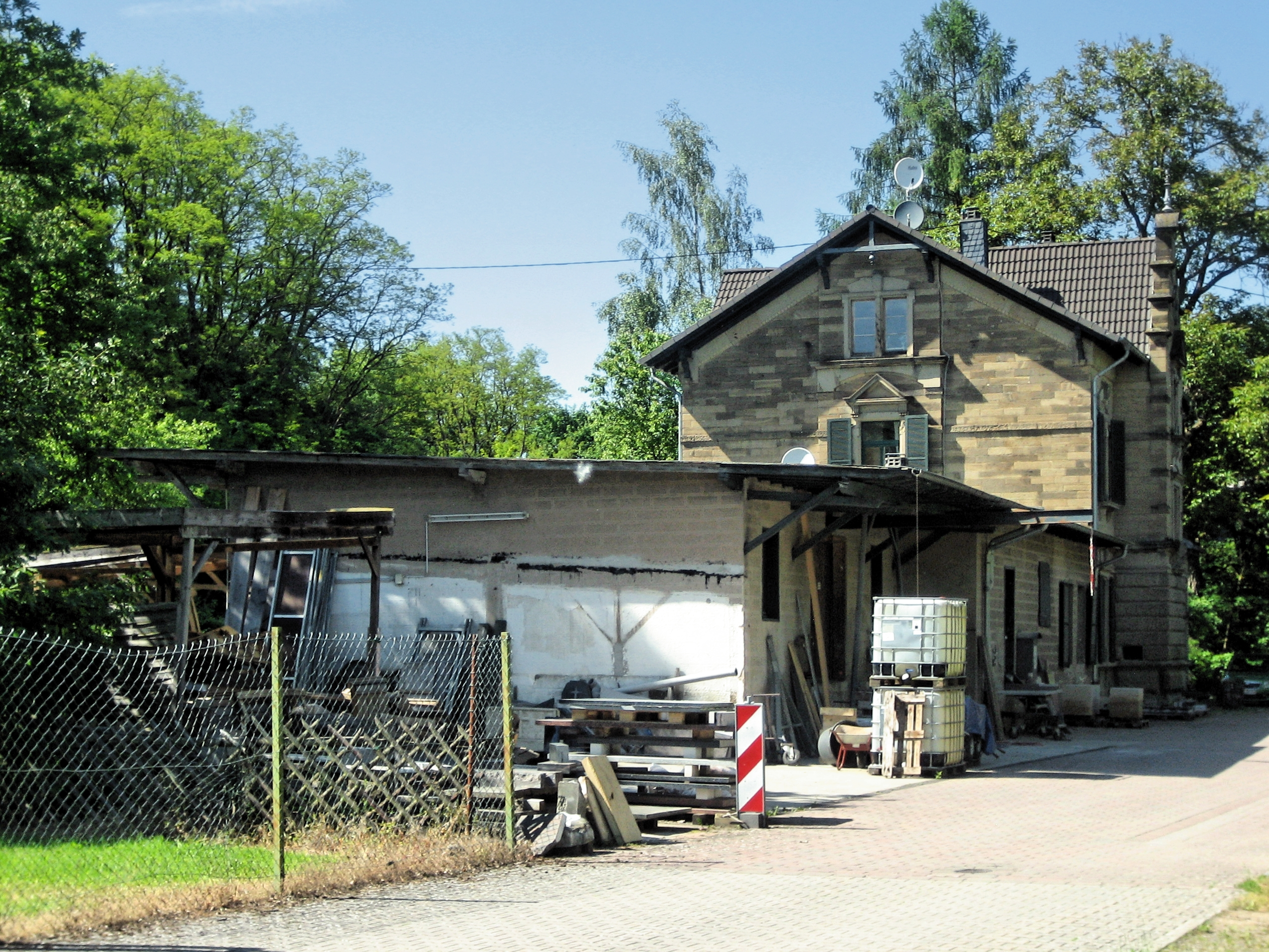
Empfangsgebäude des früheren Bahnhofs Lauterecken

Erst 1887 erhielt der Bahnhof Lauterecken ein massives Gebäude, welches das Provisorium aus Backstein ablöste. Bis 1896 war er Endbahnhof der Strecke, ehe die untere Glantalbahn Lauterecken–Staudernheim bis 1897 als unmittelbare Fortsetzung der Lautertalbahn errichtet wurde. Mit Eröffnung des Bahnhofs Lauterecken-Grumbach im Jahr 1904 wurde er zum Haltepunkt zurückgebaut und schließlich 1912 mangels Rentabilität vollständig aufgelassen. Sein heute noch vorhandenes Empfangsgebäude steht unter Denkmalschutz.

### Lauterecken Haltepunkt

Ehem. Haltepunkt Lauterecken an der Einmündung der Lautertalbahn in die Glantalbahn

Der Haltepunkt Lauterecken existierte von 1896 bis 1904, als die untere Glantalbahn die unmittelbare Fortsetzung der Lautertalbahn bildete. Er sollte den Einwohnern des nördlichen Stadtgebietes von Lauterecken und aus den im mittleren Glantal gelegenen Gemeinden den Zugang zur Bahn erleichtern. Mit Vollendung der Glantalbahn im Jahr 1904 wurde er aufgegeben.

### Lauterecken-Grumbach
Der Bahnhof Lauterecken-Grumbach befindet sich am nordwestlichen Stadtrand von Lauterecken. Er wurde 1904 im Zuge der Eröffnung der durchgehenden Glantalbahn Homburg–Bad Münster in Betrieb genommen, um eine Verknüpfung mit der Lautertalbahn zu schaffen. Er verfügte einst über umfangreiche Gleisanlagen. Zudem hatte er zwei Stellwerke, von denen noch eines existiert und unter Denkmalschutz steht. In seinem nördlichen Bereich existierte ein Wasserturm, der 1989 abgerissen wurde. Der Güterverkehr kam  1993 zum Erliegen. Heute hat der Bahnhof Parkplätze und eine Bushaltestelle. Auf der Glantalstrecke verkehren seit dem Jahr 2000 Draisinen. Der Bahnhof ist neben den Bahnhöfen Altenglan und Staudernheim eine von drei Ausleihstationen für die Fahrzeuge.

## Zwischenfälle
- 1890 machten sich im Bahnhof Lampertsmühle-Otterbach durch einen Sturm mehrere Güterwagen selbständig und stießen mit einem Personenzug zusammen, wodurch großer Sachschaden entstand.[11]
- Am 1. Oktober 1928 verhinderte Raueis, dass im Kaiserslauterer Westbahnhof ein Signal in die gewünschte Stellung zurückfiel, woraufhin ein Personenzug mit einem Leerzug zusammenstieß. Bei diesem Unfall gab es zwei Tote und 15 Verletzte.
- 1929 und 1930 gab es zwei Unfälle in Roßbach, zu denen keine weiteren Informationen vorliegen.[83]
- Am 22. Oktober 1995 kam es in Hirschhorn zu einem Unfall. Ein Leerzug erfasste eine Herde von Rindern und tötete mehrere Tiere. Der Triebwagen entgleiste und wurde mit einem Kran wieder auf die Schienen gebracht, der von Staudernheim aus über die schon damals keinen regulären Verkehr mehr aufweisende Glantalbahn an die Unfallstelle gelangte.[84]
- In den Jahren 2017[85], 2018[86] und 2019 wurde die Bahnstrecke im Sommer mehrmals wegen Hitzeschäden gesperrt.[87]